# Донелли, Альдо
А́льдо Те́о Доне́лли (англ. Aldo Teo Donelli; 22 июля 1907, Морган, Пенсильвания, США — 9 августа 1994, Форт-Лодердейл, Флорида, США) — американский футболист, нападающий, игрок сборной США, участник чемпионата мира 1934 года. В 1954 году включён в Зал Американской Футбольной Славы.

## Карьера

### Клубная
Альдо Донелли начинал карьеру в клубе «Морган» в западной Пенсильвании. Позже он играл за клубы «Кливленд Славия», «Карри Силвер Топс», «Хайделберг» и «Касл Шеннон».

### В сборной
Альдо Донелли провёл дебютный матч за сборную накануне чемпионата мира 1934. Это был отборочный матч против сборной Мексики, сыгранный в Риме за три дня до начала турнира. Американцы победили 4:2, а Донелли удалось забить все 4 мяча своей команды. Сделав покер в первом же матче за сборную, Донелли вошёл в историю. Забить не меньше трёх голов в дебютном матче за сборную после Донелли из американцев сумел лишь Саша Клештан 24 января 2009 года. Больше это достижение не покорилось никому.
Три дня спустя после победы над мексиканцами 27 мая 1934 года состоялся матч американцев против хозяев турнира итальянцев. Американцы потерпели разгромное поражение 1:7, но гол престижа был на счету Донелли, который отличился в игре против своей исторической родины. Эта игра стала последней для нападающего Донелли в футболке национальной сборной.
| Матчи и голы Альдо Донелли за сборную США | Матчи и голы Альдо Донелли за сборную США | Матчи и голы Альдо Донелли за сборную США | Матчи и голы Альдо Донелли за сборную США | Матчи и голы Альдо Донелли за сборную США | Матчи и голы Альдо Донелли за сборную США | Матчи и голы Альдо Донелли за сборную США |
| ----------------------------------------- | ----------------------------------------- | ----------------------------------------- | ----------------------------------------- | ----------------------------------------- | ----------------------------------------- | ----------------------------------------- |
| №                                         | Дата                                      | Место проведения                          | Соперник                                  | Счёт                                      | Голы                                      | Турнир                                    |
| 1                                         | 24 мая 1934                               | Рим, Италия                               | Мексика                                   | 4:2                                       | 4                                         | Отборочный матч к ЧМ 1934                 |
| 2                                         | 27 мая 1934                               | Рим, Италия                               | Италия                                    | 1:7                                       | 1                                         | Чемпионат мира 1934                       |

Итого: 2 матча / 5 голов; 1 победа, 0 ничьих, 1 поражение.

### Тренерская
После завершения карьеры игрока Донелли работал тренером по американскому футболу в различных клубах («Питтсбург Стилерз», «Кливленд Рэмс») и университетских командах. Более 10 лет кряду он проработал с командами Бостонского и Колумбийского университетов, выиграв с последней Лигу плюща в 1961 году. В 1945 году служил во флоте.
В его честь в Бостонском университете вручается награда Leadership Award.